# Le Rusé (PC-472)
L'USS PC-472 était un chasseur de sous-marin de Classe PC-461 de l'US Navy construit à Bay City et lancé en 1941 au chantier naval Defoe Shipbuilding Company.

## Histoire
Il a été transféré à la Marine nationale le 30 juin 1944 dans le cadre du programme Prêt-Bail. Il a pris le nom de Le Rusé (PC-472).

## Service
Il servit essentiellement, après les dernières opérations de la Seconde Guerre mondiale, comme escorteur-patrouilleur côtier. Le Rusé (W 41) est resté en service jusqu'en 1959.